# De schaduw van de duivel
De schaduw van de duivel (Frans: L'ombre du démon) is het 32e album uit de Belgische stripreeks Roodbaard naar een scenario van Christian Perrissin en getekend door Marc Bourgne. Het stripalbum werd in 1999 uitgebracht.

## Het verhaal
In de Universiteit van Coimbra vinden Roodbaard, Driepoot en Baba een oud reisverslag van Garcilaso de la Vega uit 1541, waarin aanwijzingen staan voor de vindplaats van een massief gouden schijf uit een Inti-tempel van de Inca's in de verborgen stad Machu Picchu. In de universiteit worden ze overvallen door Schouten, die ook op de Incaschat uit is. Tijdens het gevecht breekt er brand uit, wat Portugese soldaten aantrekt. Roodbaard en Baba kunnen vluchten, Schouten wordt gearresteerd en Driepoot komt om. In de haven worden Roodbaard en Baba opgewacht door Anny Read, en met z'n drieën varen ze weg.
Intussen heeft Erik Lerouge zich in La Rochelle verloofd met de lieftallige Manon. Hij is een gerespecteerd Frans kapitein en zal zijn verloofde een jaar moeten verlaten voor zijn nieuwe reis, maar wil daarna met haar trouwen. Zijn opdracht is met zijn schip Dauphin de astronoom Guillaume Le Rond d'Alembert naar de Marquesaseilanden te brengen, waar deze een zeldzaam fenomeen gaat bestuderen: een Venusovergang, waarbij de planeet Venus voor de Zon schuift. Roodbaard, Baba en Anny, de laatste vermomd als jongen, hebben Eriks matrozen Moax en Kerisit omgekocht en Le Goff, de derde matroos, vermoord om hun plaatsen op de Dauphin in te nemen. Op volle zee proberen Roodbaard en Anny de bemanning tot muiten te verleiden, zodat ze de koers van het schip naar Peru verleggen, maar rond Kaap Hoorn beginnen de problemen: d'Alembert blijkt tirannieke trekjes te hebben: zo laat hij Roodbaard en matrozenleider Lecam 50 zweepslagen geven voor een onbeduidende vechtpartij. Later ontdekt deze Lecam dat "scheepsjongen" Anny een vrouw is en hij probeert haar aan te randen, waarop ze hem vermoordt. Bootsman Le Hir heeft inmiddels de ware identiteit van Roodbaard ontdekt en wordt gedood door Baba. Daarop grijpen Roodbaard, Baba en Anny hun kans en beginnen een muiterij, maar Erik weet deze de kop in te drukken door te verklaren dat hun leider de gevreesde piraat Roodbaard is, de duivel van de Caraïben. Hoewel d'Alembert hen wil laten ophangen, zet Erik de drie aan land bij Rio de Janeiro. Weer op zee blijkt dat Roodbaard, Baba en Anny toch weer stiekem aan boord zijn gekomen.

## Guillaume Le Rond d'Alembert
Guillaume Le Rond d'Alembert is zeer waarschijnlijk geïnspireerd op de wetenschapper Jean Le Rond d'Alembert (1717- 1783), een bekend Frans wiskundige, natuurkundige en filosoof.